# Siemianowice Śląskie (stacja kolejowa)
Siemianowice Śląskie – nieczynna w ruchu pasażerskim stacja kolejowa w Siemianowicach Śląskich, w województwie śląskim, w Polsce.
Stacja obsługiwała ruch pasażerski do 1 kwietnia 1968 roku. Nieużytkowany budynek dworca z 1870 roku popadał w ruinę, wyburzono go w 2004 roku.